# Kuhkrieg

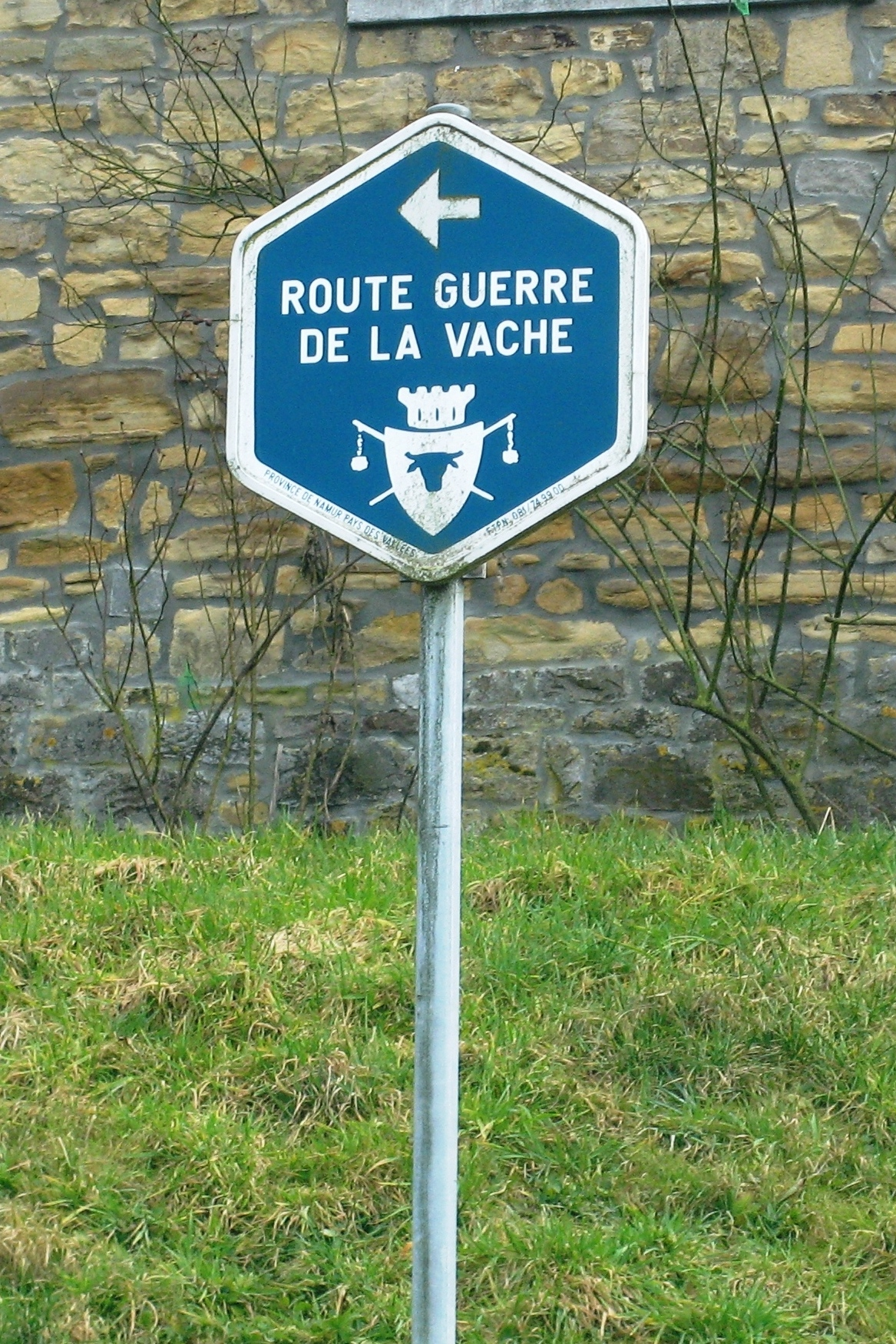
Touristisches Hinweisschild: Guerre de la Vache

Der sogenannte Krieg der Kuh (1275–1278), frz. Guerre de la Vache, war ein dreijähriger Krieg in der belgischen Region Condroz, einer Region zwischen Namur und Lüttich.
Ausgelöst wurde die für die Feudalzeit exemplarische Fehde in Andenne, das zur Grafschaft Namur gehörte. Ein Bauer aus dem Ort Jallet, gehörend zur Herrschaft Goesnes, hatte einem Bürger aus Ciney im Hochstift Lüttich eine Kuh gestohlen und wollte sie auf dem Markt von Andenne, das der Jurisdiktion der Grafschaft Namur unterstellt war, verkaufen. Doch die Kuh wurde von ihrem Besitzer wiedererkannt. Nachdem der Bauer die Herausgabe der Kuh verweigerte, wandte sich der Besitzer an den Vogt des Condroz in Ciney. Der Vogt sicherte dem Bauern zu, sein Leben zu schonen, wenn er die Kuh zurückbrächte. Als aber der Bauer die Kuh zurückbringen wollte, wurde er von den Männern des Vogts in Ciney gehängt.
Dies brachte den Herrn von Goesnes, Johann von Goesnes auf den Plan. Die Exekution seines Bauern ohne seine Einwilligung bot ihm Anlass, gegen Johann von Halloy vorzugehen. Zusammen mit den Herren von Spontin und Celles wurde die Burg Halloy zerstört. Daraufhin revanchierte sich Johann von Halloy und setzte den Herrschaftssitz von Goesnes in Brand. Johann von Goesnes rief seinerseits Guy von Dampierre, Graf von Namur und Luxemburg um Hilfe.
Die Koalition von Goesnes, Spontin und Celles gemeinsam mit Guy von Dampierre belagerte und zerstörte Ciney. Als Folge schickte der Fürstbischof von Lüttich, Johann III. von Enghien, seine Truppen aus Dinant zur Attacke nach Spontin.
Die kriegerische Fehde endete schließlich durch die Intervention von König Philipp III. von Frankreich, genannt der Kühne. Der Krieg führte zur Verwüstung von 60 Dörfern in der Region Condroz und forderte ca. 15.000 Tote.
Ein weiteres Beispiel ist der Krieg der Awans und Waroux (franz. „La Guerre des Awans et des Waroux“ genannt), der zwischen 1297 und 1335 den Hespengau dezimierte. 